# جيري ريس
جيري ريس (بالإنجليزية: Jerry Reese)‏ هو لاعب كرة قدم أمريكية أمريكي، ولد في 11 يوليو 1964 في هوبكينزفيل في الولايات المتحدة.

## وصلات خارجية
- جيري ريس على موقع مرجع كرة القدم المحترفة.كوم (الإنجليزية)